# دره‌کند، نخجوان
دره‌کند (به ترکی آذربایجانی: Dərəkənd) یک روستا  و بخش در جمهوری آذربایجان است که در شهرستان شرور واقع شده‌است. دره‌کند ۱٬۲۱۶ نفر جمعیت دارد.